# سیارک ۱۰۶۷
سیارک ۱۰۶۷ (به انگلیسی: 1067 Lunaria، نامگذاری:1926RG) هزار و شصت و هفتمین سیارک کشف شده‌است که در ۹ سپتامبر ۱۹۲۶ و در هایدلبرگ کشف شد.
قدر مطلق سیارک برابر ۱۰٫۹۹ است.